# Airthings Masters
Airthings Masters là giải đấu thứ 2 và là giải Chính đầu tiên của tour giải cờ nhanh trị giá hơn 1,6 triệu đô la Meltwater Champions Chess Tour 2021. Tổng số tiền thưởng của giải đấu là 200.000$.

## Thể thức
Giống như các giải đấu khác trong chuỗi giải đấu này, Airthings Masters chơi theo thể thức cờ nhanh, mỗi ván đấu 15 phút + 10 giây tích lũy. Nhưng khác các giải trước, giải này có 12 kỳ thủ tham gia, thi đấu vòng bảng vòng tròn một lượt chọn ra 8 kỳ thủ đánh loại trực tiếp.
Ở vòng loại trực tiếp, việc phân cặp theo thứ tự vòng bảng: 1-8 và 4-5 chung nhánh bán kết, 2-7 và 3-6 nhánh còn lại. Mỗi trận đấu gồm 2 trận đấu nhỏ, mỗi trận đấu nhỏ có 4 ván cờ nhanh. Ở trận đấu nhỏ, nếu ai đạt được từ 2½ điểm trở lên được tính là thắng, nếu hòa 2–2 tính là hòa. Kết quả trận đấu là kết quả 2 trận đấu nhỏ. Nếu hai trận đấu nhỏ có kết quả hòa (hòa cả hai trận hoặc mỗi người thắng một trận) thì sẽ có hai ván cờ chớp 5 phút + 3 giây để phân định thắng thua. Nếu sau hai ván cờ chớp vẫn hòa sẽ có một ván Armageddon: bên trắng có 5 phút, bên đen 4 phút nhưng hòa thì đen thắng. Người có thứ hạng cao hơn ở vòng bảng sẽ được chọn màu quân ở ván đấu này.
Các giải đấu đều thi đấu trên nền tảng Chess24.com, là một trong những trang web hàng đầu về cờ vua mà công ty của vua cờ Magnus Carlsen đã sở hữu trước đó.

## Lịch thi đấu
| Vòng (giai đoạn)                | Thời gian                            |
| ------------------------------- | ------------------------------------ |
| Cả giải đấu                     | 26 tháng 12, 2020 – 3 tháng 1, 2021  |
| Vòng bảng                       | 26, 27 và 28 tháng 12, 2020          |
| Vòng tứ kết                     | 29 và 30 tháng 12, 2020              |
| Vòng bán kết                    | 31 tháng 12, 2020 và 1 tháng 1, 2021 |
| Chung kết và Trận tranh hạng ba | 2 và 3 tháng 1, 2021                 |

## Vòng bảng
Do sau giải này thể thức thi đấu thay đổi, tăng số kỳ thủ ở giải chính lên 16 người nên đây là giải duy nhất của tour có 12 kỳ thủ. Kết thúc vòng bảng, nhóm đầu có 3 kỳ thủ cùng 6½ điểm. Sau khi xét hệ số phụ, Carlsen dẫn đầu, xếp trên So và Nakamura. Nhóm 5 điểm có 4 kỳ thủ, với hệ số phụ cao hơn Vachier-Lagrave và Dubov lọt vào vòng đấu loại trực tiếp, Harikrishna và Grischuk bị loại.
| TT | Kỳ thủ                 | Elo  | Thắng | Hòa | Thua | Điểm | Đối đầu | Ván thắng | 01 | 02 | 03 | 04 | 05 | 06 | 07 | 08 | 09 | 10 | 11 | 12 |
| -- | ---------------------- | ---- | ----- | --- | ---- | ---- | ------- | --------- | -- | -- | -- | -- | -- | -- | -- | -- | -- | -- | -- | -- |
| 1  | Magnus Carlsen         | 2881 | 2     | 9   | 0    | 6½   | 1½      |           | -  | ½  | 1  | ½  | ½  | ½  | ½  | 1  | ½  | ½  | ½  | ½  |
| 2  | Wesley So              | 2741 | 2     | 9   | 0    | 6½   | 1       |           | ½  | -  | ½  | ½  | ½  | ½  | ½  | 1  | ½  | ½  | 1  | ½  |
| 3  | Hikaru Nakamura        | 2829 | 3     | 7   | 1    | 6½   | ½       |           | 0  | ½  | -  | ½  | ½  | ½  | ½  | ½  | ½  | 1  | 1  | 1  |
| 4  | Ian Nepomniachtchi     | 2778 | 2     | 8   | 1    | 6    | ½       | 2         | ½  | ½  | ½  | -  | ½  | ½  | 1  | 1  | ½  | 0  | ½  | ½  |
| 5  | Teimour Radjabov       | 2758 | 1     | 10  | 0    | 6    | ½       | 1         | ½  | ½  | ½  | ½  | -  | ½  | ½  | ½  | ½  | ½  | ½  | 1  |
| 6  | Levon Aronian          | 2778 | 1     | 9   | 1    | 5½   |         |           | ½  | ½  | ½  | ½  | ½  | -  | ½  | ½  | ½  | ½  | 1  | 0  |
| 7  | Maxime Vachier-Lagrave | 2860 | 1     | 8   | 2    | 5    | 2       |           | ½  | ½  | ½  | 0  | ½  | ½  | -  | ½  | ½  | 1  | 0  | ½  |
| 8  | Daniil Dubov           | 2770 | 2     | 6   | 3    | 5    | 1½      | 2         | 0  | 0  | ½  | 0  | ½  | ½  | ½  | -  | ½  | ½  | 1  | 1  |
| 9  | Pentala Harikrishna    | 2705 | 0     | 10  | 1    | 5    | 1½      | 0         | ½  | ½  | ½  | ½  | ½  | ½  | ½  | ½  | -  | ½  | 0  | ½  |
| 10 | Alexander Grischuk     | 2784 | 1     | 8   | 2    | 5    | 1       |           | ½  | ½  | 0  | 1  | ½  | ½  | 0  | ½  | ½  | -  | ½  | ½  |
| 11 | Anish Giri             | 2731 | 2     | 5   | 4    | 4½   | ½       | 2         | ½  | 0  | 0  | ½  | ½  | 0  | 1  | 0  | 1  | ½  | -  | ½  |
| 12 | David Antón Guijarro   | 2667 | 1     | 7   | 3    | 4½   | ½       | 1         | ½  | ½  | 0  | ½  | 0  | 1  | ½  | 0  | ½  | ½  | ½  | -  |

## Vòng loại trực tiếp
Cả bốn hạt giống cao hơn đều bị loại ở tứ kết, đáng chú ý vua cờ Carlsen bị loại trước Dubov. Radjabov thắng Aronian 2–0 ở chung kết để vô địch và giành một vé dự giải đấu chung kết của tour.
|  | Tứ kết | Tứ kết                 | Tứ kết | Tứ kết                 | Tứ kết |   |               | Bán kết          | Bán kết                | Bán kết | Bán kết | Bán kết |                       |                       | Chung kết             | Chung kết             | Chung kết             | Chung kết | Chung kết |  |
|  |        |                        |        |                        |        |   |               |                  |                        |         |         |         |                       |                       |                       |                       |                       |           |           |  |
|  | 1      | Magnus Carlsen         | 2      | ½                      |        |   |               |                  |                        |         |         |         |                       |                       |                       |                       |                       |           |           |  |
|  | 1      | Magnus Carlsen         | 2      | ½                      |        |   |               |                  |                        |         |         |         |                       |                       |                       |                       |                       |           |           |  |
|  | 8      | Daniil Dubov           | 2      | 2½                     |        |   |               |                  |                        |         |         |         |                       |                       |                       |                       |                       |           |           |  |
|  | 8      | Daniil Dubov           | 2      | 2½                     |        | 8 | Daniil Dubov  | 1                | 0                      |         |         |         |                       |                       |                       |                       |                       |           |           |  |
|  |        |                        |        |                        |        | 8 | Daniil Dubov  | 1                | 0                      |         |         |         |                       |                       |                       |                       |                       |           |           |  |
|  |        |                        | 5      | Teimour Radjabov       | 3      | 2 |               |                  |                        |         |         |         |                       |                       |                       |                       |                       |           |           |  |
|  | 5      | Teimour Radjabov       | 5      | Teimour Radjabov       | 3      | 2 | 2             | 2                | 1½                     |         |         |         |                       |                       |                       |                       |                       |           |           |  |
|  | 5      | Teimour Radjabov       |        |                        |        |   |               |                  |                        |         |         |         |                       |                       |                       |                       |                       |           |           |  |
|  | 4      | Ian Nepomniachtchi     | 2      | 2                      | 1½     |   |               |                  |                        |         |         |         |                       |                       |                       |                       |                       |           |           |  |
|  | 4      | Ian Nepomniachtchi     | 2      | 2                      | 1½     |   | 5             | Teimour Radjabov | 2½                     | 2       |         |         |                       |                       |                       |                       |                       |           |           |  |
|  |        |                        |        |                        |        |   |               |                  |                        |         |         |         |                       |                       |                       |                       |                       |           |           |  |
|  |        |                        | 6      | Levon Aronian          | 1½     | 1 |               |                  |                        |         |         |         |                       |                       |                       |                       |                       |           |           |  |
|  | 3      | Hikaru Nakamura        | 6      | Levon Aronian          | 1½     | 1 | 1½            | 0                |                        |         |         |         |                       |                       |                       |                       |                       |           |           |  |
|  | 3      | Hikaru Nakamura        |        |                        |        |   | 1½            | 0                |                        |         |         |         |                       |                       |                       |                       |                       |           |           |  |
|  | 6      | Levon Aronian          | 2½     | 2                      |        |   |               |                  |                        |         |         |         |                       |                       |                       |                       |                       |           |           |  |
|  | 6      | Levon Aronian          | 2½     | 2                      |        | 6 | Levon Aronian | 3                | 2                      |         |         |         | Tranh huy chương đồng | Tranh huy chương đồng | Tranh huy chương đồng | Tranh huy chương đồng | Tranh huy chương đồng |           |           |  |
|  |        |                        |        |                        |        | 6 | Levon Aronian | 3                | 2                      |         |         |         |                       |                       |                       |                       |                       |           |           |  |
|  |        |                        | 7      | Maxime Vachier-Lagrave | 1      | 1 |               |                  |                        |         |         |         |                       |                       |                       |                       |                       |           |           |  |
|  | 7      | Maxime Vachier-Lagrave | 7      | Maxime Vachier-Lagrave | 1      | 1 | 3             | 1½               | 1½                     |         |         | 8       | Daniil Dubov          | 2                     | 1½                    |                       |                       |           |           |  |
|  | 7      | Maxime Vachier-Lagrave |        |                        |        |   |               |                  |                        |         |         | 8       | Daniil Dubov          | 2                     | 1½                    |                       |                       |           |           |  |
|  | 2      | Wesley So              | 1      | 2½                     | 1½     |   |               | 7                | Maxime Vachier-Lagrave | 2       | 2½      |         |                       |                       |                       |                       |                       |           |           |  |

## Kết quả chung cuộc
| Thứ hạng | Kỳ thủ                 | Điểm | Tiền thưởng |
| -------- | ---------------------- | ---- | ----------- |
| Vô địch  | Teimour Radjabov       | 88   | 60 000$     |
| Á quân   | Levon Aronian          | 56   | 40 000$     |
| Hạng ba  | Maxime Vachier-Lagrave | 34   | 25 000$     |
| Hạng tư  | Daniil Dubov           | 22   | 15 000$     |